# Socle commun des valeurs kanak
 (27 juillet 2016).
- Si vous ne connaissez pas le sujet, laissez ce bandeau (vous pouvez alors contacter les auteurs).
- Si vous supprimez le contenu mis en cause (vous pouvez préalablement contacter les auteurs),

argumentez précisément cette suppression dans la page de discussion
(un manque de référence n'est pas un argument ; une recherche réelle de référence doit avoir été effectuée, être formellement documentée).
Le socle commun des valeurs kanak et les principes fondamentaux des droits autochtones coutumiers sont un ensemble de normes et images sociales ou culturelles définies et compilées par les autorités coutumières de Nouvelle-Calédonie (représentées par le Sénat coutumier) dans les années 2010 pour servir de fondement à l'identité et au droit kanak.

## Socle commun des valeurs kanak
Dans le cadre des réflexions et des réformes juridiques menées en Nouvelle-Calédonie pour accompagner le droit civil effectué le 1er juillet 2013 et dans la perspective de la sortie du dispositif institutionnel prévu par l'Accord de Nouméa, le Sénat coutumier, comme l'a souligné Christine Demmer, « s'est emparé de la question des modalités d'incorporation d'un ordre juridique kanak dans l'ordre juridique étatique. Pour ce faire, il se donne pour mission de recenser les valeurs et normes kanak ». 
Le Sénat coutumier a engagé en 2012 une vaste réflexion sur la définition du socle commun des valeurs kanak et des principes fondamentaux des droits autochtones kanak. Il reçoit officiellement dans cette démarche le mandat du Congrès de la Nouvelle-Calédonie par la délibération-cadre n°02/2013/SC du 30 avril 2013 pour établir ce socle. Des États généraux ont ainsi été organisés en plusieurs ateliers concernant « le droit civil coutumier », « les terres et ressources » et « l'organisation sociale et l'ordre public coutumier ». La brochure de synthèse finale présente une liste, en 60 points, du SCVK qui suit, (dans son intégralité). Elle a été publiée en décembre 2013, mais n'est plus accessible. Le document vaut également pour les problématiques contemporaines et les annexes (non reprises ici), avec schémas et tableaux.
Le SCVK version 2013 est un état de cette réflexion. Il se présente ou s'analyse en trois domaines :
- 1-15 Le système des valeurs kanak,
- 16-35 La parole de la case ou parole des vieux,
- 36-60 Peuple autochtone, organisation sociale, colonisation, décolonisation.

1. La vie est sacrée. Le sang, source de vie, provient de l'oncle utérin.
2. Le nom lie la personne à son clan et à la terre. Il traduit l'histoire du clan dans le cycle générationnel.
3. La parole issue de l'esprit de l'ancêtre et de la coutume est sacrée. Elle sanctifie et nourrit les étapes de la vie d'une personne et les relations socio-culturelles et naturelles entre les composantes de la société kanak.
4. Le discours coutumier est l'expression de la parole coutumière sanctifiée par les parties à une cérémonie à l'occasion d'un événement défini et contextualisé.
5. Le discours généalogique situe l'histoire des clans dans le temps et dans l'espace. Il est récité dans des conditions spécifiques par les dépositaires de cette parole par définition immuable.
6. Les valeurs de cohésion, d'harmonie et de consensus impliquent en permanence la recherche de l'équilibre entre l'homme collectif (famille-clan) et son groupe social, entre la société et la nature environnante.
7. Le respect, l'humilité, la fierté et l'esprit de responsabilité permettent à chacun, à chaque famille, à chaque clan, à chaque chefferie de se situer à l'intérieur de son groupe, dans les deux systèmes relationnels paternels et maternels, dans sa chefferie en tant que clans originels et clans assis, et dans le discours générationnel.
8. L'appartenance et la relation avec l'autre sont des données fondamentales de la personne kanak, laquelle est toujours référencée à son groupe social.
9. La réciprocité et les relations se conjuguent, car les relations, que ce soit au niveau paternel ou maternel ou entre clans, sont marquées par le don et le contre-don.
10. La dignité traduit le respect de la personne humaine en relation avec sa condition d'homme, de femme, d'enfant, de vieux, membre de son clan, membre de la société en rapport avec la morale coutumière.
11. L'igname et le taro sont les symboles de la coutume kanak. Leurs présences dans les cérémonies coutumières marquent l'ancrage des clans dans leurs terroirs. Il en est de même du sapin et du cocotier qui bordent les tertres claniques et les espaces coutumiers.
12. La monnaie kanak dans sa composition représente l'homme. Elle porte et cristallise la parole délivrée à chaque type de cérémonie. Elle est une valeur déterminante dans toutes les coutumes faits sur la grande terre.
13. La solidarité/partage et l'accueil/hospitalité marquent les rapports socio-culturels et donnent une vision généreuse, ouverte et souriante à la famille, au clan et à la chefferie.
14. Le travail, au sens d'activités productrices traditionnelles, vise la satisfaction des besoins de la famille, du clan, et permet d'assumer ses responsabilités et ses devoirs dans l'organisation sociale.
15. La recherche du consensus, la pratique du contre-pouvoir, du pardon et la recherche de la vérité avec l'expression de la sincérité et de la bonne foi sont intégrées dans la mentalité de chaque personne et dans la pratique coutumière. Ces valeurs doivent être respectées et développées dans la société.
16. Le mythe de Téa Kanaké, le mythe de Yaouma, comme les autres mythes kanak sur l'apparition de l'homme sur la terre, déterminent dès l'origine, le positionnement de l'homme et de la femme par rapport aux éléments naturels.
17. L'esprit de l'ancêtre porte la parole créatrice de l'homme.
18. Les kanak appartiennent à cette terre depuis plus de 4000 ans. La civilisation kanak, appelée aussi civilisation de l'igname, a apprivoisé d'une manière continue l'espace naturel, de la montagne à la mer, au-delà de la ligne d'horizon. C'est l'esprit de l'ancêtre qui organise et nourrit le lien spirituel du clan et de ses membres à la nature.
19. Les clans ont peuplé le pays à travers des sentiers coutumiers, les catastrophes naturelles, les guerres, une organisation sociale, et la maîtrise de techniques agricoles, arboricoles, de pêche et de navigation. Les vestiges archéologiques traduisent l'existence d'une population importante, il y a quelques siècles, avant l'arrivée des premiers Européens.
20. Les migrations en provenance de l'extérieur (du Vanuatu et de Polynésie) ont été accueillies suivant les règles de l'hospitalité coutumière, et la place des nouveaux arrivants a été octroyée suivant les règles coutumières de l'époque propres à chaque région.
21. L'occupation de l'espace dans la société kanak renvoie à l'existence de tertres claniques reconnus et à la maîtrise de cet espace (habitat et cultures). Cela est traduit sur la toponymie, dans les discours généalogiques et dans les récits de guerre.
22. La cohabitation des clans dans un espace donné renvoie aux alliances et aux règles d'hospitalité, aux affinités claniques et à l'organisation sociale basée sur la complémentarité. Les récits de contes, de légendes et de mythes évoquent les guerres (entre clans), qui ont ponctué les conflits, dont les conflits de souveraineté.
23. L'organisation sociale est fondée sur le respect de l'esprit des ancêtres dans un territoire donné, sur la maîtrise de l'environnement naturel, la complémentarité et la solidarité des clans. Le plus grand restera toujours l'aîné de l'ancêtre apparu dans l'espace considéré.
24. La parole, issue de l'esprit de l'ancêtre, fonde le clan sur un territoire donné, où il plante son tertre clanique. Le rapport qui lie un clan et son ancêtre-esprit à un espace naturel donné marque intrinsèquement les gènes d'un clan et des individus qui le composent.
25. Le clan regroupe toutes les lignées qui se réclament d'un ancêtre-esprit commun. Le discours sur le mythe clanique situe le moment et l'espace où est apparu l'ancêtre.
26. La grande case ou chefferie désigne, dans un espace donné, le regroupement, sous l'autorité d'un poteau central appelé l'aîné ou grand frère, de lignées composantes du même ancêtre, ou de clans aux fonctions complémentaires. Elle structure toujours l'organisation sociale kanak. Ce regroupement, appelé autrefois la grande case de ou le peuple de, a, depuis la colonisation, été couramment dénommé la chefferie de. La chefferie détient, dans l'histoire de la tradition kanak, les éléments constitutifs de la souveraineté autochtone que sont : un territoire, un peuple, et une autorité exerçant son pouvoir sur tous les attributs liés à la dite souveraineté.
27. Chaque individu se détermine par rapport à son clan paternel et à son clan maternel. Le bébé, à la naissance, reçoit le souffle de vie de son oncle utérin. Il intègre également le hou ou l'esprit de l'ancêtre, avant de recevoir par la suite du clan paternel son nom. À sa mort, la personne se décompose en esprit et en corps putrescible. L'esprit du défunt rejoint l'esprit de ses ancêtres.
28. La cosmogonie de la personne kanak traduit le cycle naturel de la vie pour un individu. Les étapes sont la conception de l'enfant et la gestation (grossesse) dans le monde de l'obscurité ou dans le monde des ancêtres, puis la naissance ou sa résurrection à la vie, ensuite son adolescence, sa vie d'adulte et sa vieillesse avec le dépérissement du corps et la préparation de l'esprit à poursuivre le cycle continu de la vie.
29. La parole kanak ou parole des vieux, c'est ce qui fait naître en soi la conscience d'exister et d'occuper un espace défini ; c'est d'abord le spirituel-sacré, né de l'invisible, et qui arrive dans le visible, avec la mission première d'organiser l'espace et établir des relations ; c'est le sacré qui lie, qui scelle ou rompt les alliances, qui construit ou défait les constructions.
30. La force de l'oralité de la coutume procède de la pratique continue et répétée des discours coutumiers, ainsi que des récits de contes, des berceuses, des chants Aé Aé et des danses. Elle constitue une composante importante des rituels coutumiers, forgeant inlassablement les mentalités et les pratiques, génération après génération.
31. La parole sacrée pose la question du dépositaire et des conditions de sa transmission et de l'éducation au sacré.
32. Les terres et ressources naturelles (minérales, végétales, animales, et les savoirs du patrimoine culturel associés du pays) constituent le patrimoine matériel et immatériel du peuple kanak. Les chefferies et les clans exercent, au nom de leur antériorité ancestrale et de la continuité historique (malgré le fait colonial), leur souveraineté sur leur zone d'influence coutumière (ZIC).
33. La souveraineté naturelle des chefferies et de leurs clans s'exerce sur leur territoire traditionnel, du sommet des montagnes à la ligne d'horizon sur la mer. Le pays est peuplé depuis plus de 4000 ans et une délimitation naturelle et humaine a permis la cohabitation des chefferies, entités sociales autochtones autonomes. La souveraineté du peuple autochtone kanak est constituée de la somme des souverainetés des chefferies.
34. Les savoirs traditionnels et les connaissances associées des plantes sont le patrimoine matériel et immatériel du peuple kanak, car ils sont le fruit d'un histoire et d'une civilisation commune. Chaque clan en est le dépositaire, suivant un héritage transmis de génération en génération.
35. Les langues et la culture sont les vecteurs de l'expression de la civilisation kanak, de sa philosophie et de sa coutume. La diversité des langues traduit la richesse de cette culture. C'est un patrimoine unique qui ne peut disparaître, et les membres de chaque clan dépositaire de cet héritage, ainsi que le peuple kanak en entier, en sont dépositaires.
36. L'histoire naturelle connue et reconnue des clans et de leur déplacement dans l'espace a totalement été bouleversée par la colonisation  et par l'arrivée de la religion au milieu du XVIIIe siècle.
37. La colonisation a frappé différemment les régions des huit pays culturels du pays kanak. 
  1. Dans pratiquement toutes les régions de la grande terre, la violence de la colonisation a engendré la disparition de clans et de chefferies, le déplacement de tout ou parties de populations de tribus et de régions tout entières.
  2. Dans la plupart des régions, la création de missions a permis de sauver des populations du massacre colonial, ainsi que la reconstruction des tribus et le rétablissement d'un ordre coutumier nouveau, extirpé des pratiques ancestrales considérées comme barbares ou anti-chrétiennes.
38. Dans les Îles Loyauté, l'histoire des clans et chefferies a plus été marqué par l'implantation de la religion, avec d'un côté les catholiques et de l'autre les protestants. Cette histoire n'a pas fondamentalement remis en cause l'organisation sociale établie.
39. Pour résister à l'entreprise coloniale de spoliation et d'anéantissement, les atouts du peuple kanak ont été, d'une part, l'autonomie des chefferies entre elles, ce qui leur a permis d'éviter une guerre coloniale frontale, et, d'autre part, la capacité de la culture autochtone à s'adapter en s'appuyant sur des valeurs sociétales sûres qui fondent encore aujourd'hui l'organisation sociale kanak. Ces valeurs, l'hospitalité, la générosité, le respect à tous les niveaux, la dignité, le travail, encadrées par la force des relations et de l'organisation sociale de la chefferie, ont porté une dynamique interne forte, laquelle a permis d'intégrer harmonieusement les nouveaux arrivants.
40. Les valeurs chrétiennes et la croyance en un Dieu tout-puissant ont transformé la conscience des hommes et des femmes autochtones sans remettre en cause fondamentalement leur vision spirituelle de l'être et de la nature, la référence à l'esprit de l'ancêtre ainsi que la coutume dans toutes ses dimensions.
41. Les valeurs dans l'organisation sociale sont le respect, l'humilité, la solidarité, la fierté, le sens du devoir envers les autres et de la terre, l'exercice du droit vis-à-vis des autres et de la terre.
42. L'organisation sociale se définit sur plusieurs niveaux :
  1. le niveau familial, ou hnalapa, c'est le lieu où naît la vie, lien intime avec la nature, le lieu où la vie nous berce, le lieu de l'affection, l'espace où on découvre et apprend, l'espace racine, ciment et ossature de la société kanak,
  2. le niveau intra-clanique, ou sous-clans, branches, maisons, barrières,
  3. le niveau inter-clanique, ou grande maison, grand clan, chefferie,
  4. le niveau pays.
43. Le clan et ses composants internes (sous-clans, branches, maisons) est la base de l'organisation sociale kanak.
44. Le clan dans l'organisation sociale occupe une place et des fonctions liées à son histoire et son identité. À l'intérieur d'un clan, comme à l'intérieur d'une branche, maison ou famille, chacun des hommes occupe une place précise avec des fonctions particulières, en partant de l'aîné vers le cadet et le benjamin (ou poindi).
45. Philosophie des relations : le cycle des cosmogonies de l'homme dans la fratrie permet de cerner les relations entre les membres aînés, cadets et derniers-nés, qui sont fondées sur les valeurs de respect de la hiérarchie, de la cohésion, de la complémentarité et de la solidarité.
46. La notion de clan, du fait de l'histoire, a été diluée, et on rencontre aujourd'hui beaucoup d'incertitudes. Deux approches doivent trouver les raisons de leurs complémentarités : le clan référencé à un ancêtre commun, le clan en recomposition avec un autre clan dans une organisation sociale déterminée composante de la chefferie. Dans l'organisation sociale et dans les événements culturels ou coutumiers, on emploie les expressions grand clan, grand clan de la chefferie, grand clan de la mer, grand clan de la terre, grand clan guerrier, porte-parole.
47. La chefferie exprime aujourd'hui l'autorité coutumière sur un territoire donné. Ses éléments constitutifs sont une population organisée en clans, un pouvoir exercé par le chef et son conseil, et un territoire dénommé aussi tribu. La chefferie a les attributs de la souveraineté autochtone kanak.
48. Le clan de la chefferie constitue le poteau central de la grande case. Il propose ou nomme le chef, qui est en général l'aîné de la branche aînée. D'une manière générale, dans les Îles Loyauté, la fonction de chef et de grand chef se transmet héréditairement. La nomination finale d'un chef doit faire l'objet d'un consensus issu de la consultation du ou des clans dont le rôle est de faire le chef.
49. L'organisation sociale de la chefferie est basée sur le rôle traditionnel et spirituel de chaque clan forgé par l'histoire. Les principes de fonctionnement des structures coutumières sont basés sur la parole, la complémentarité, la hiérarchie, le consensus. La notion de contre-pouvoir est assurée par les mécanismes de prises de décisions dévolues aux clans dont c'est la mission.
50. La structuration du pouvoir, dans les grandes chefferies des îles et dans certaines chefferies de la Grande Terre, est la suivante.
  1. Le pouvoir suprême est exercé par le grand chef ;
  2. la fonction de porte-parole est exercée par un clan qui peut aussi être le clan gardien ;
  3. le conseil est exercé par des clans alliés ;
  4. le contre-pouvoir est exercé par des clans terriens ;
  5. les prises de décisions de la chefferie sont fondées sur le principe du consensus, du consentement préalable de la population. Concrètement, les décisions de la chefferie sont la parole tissée à la base.
51. Les fonctions :
  1. le chef ou aîné du clan et l'aîné de la branche aînée. Il veille au partage de responsabilités dans le clan, assure la cohésion du groupe en tant qu'autorité légitime, et est garant de la gestion du patrimoine du clan ;
  2. le chef ou aîné de la branche clanique ou de la maison renvoie à la situation des branches sur trois générations, avec la même situation des fonctions (aîné, cadet, poindi) en interne ;
  3. le chef ou aîné de la famille, avec la position de l'aîné dans la famille nucléaire (occidentale) ou dans la famille sur deux générations ;
  4. le poindi ou wananaas, qatr, djogolöne, kûnty, est le dernier-né, sacré, car porteur du pouvoir de l'esprit de l'ancêtre ;
  5. le chef ou grand chef, dans un espace donné, est le descendant direct de l'ancêtre souverain. Sa parole est sacrée, c'est pourquoi il parle rarement. Son porte-parole s'exprime pour lui. Il est garant de la cohésion sociale interne, où il intervient en dernier.
52. La légitimité coutumière autochtone est antérieure à la légitimité démocratique apparue avec l'organisation de l'État politique, qui a institué en France, puis installé en 1853 en Nouvelle-Calédonie, les règles de la démocratie occidentale. Elle est exercée sans discontinuité depuis 4000 ans sur l'ensemble du pays. La légitimité coutumière doit trouver les moyens de son expression dans toutes les institutions républicaines pour exprimer l'esprit de responsabilité, la sagesse, la morale et la spiritualité kanak.
53. À l'intérieur des tribus et des réserves, l'appropriation du sol se fait par cessions (dons, échanges), par alliances, pour services rendus, par le travail (premier labour et défrichage). L'appropriation et l'occupation d'un territoire, dans le respect des règles et des conditions coutumières prédéfinies, confère aux clans et familles intéressées une sécurité coutumière.
54. La terre fait partie d'abord d'un patrimoine culturel avant d'être un levier économique.
55. La société traditionnelle a un mode de développement communautaire.
56. Face aux autoroutes du développement (économie, usines, numériques, médias, mode de consommation), la société kanak se donne les moyens pour préserver et promouvoir les valeurs kanak, au niveau de la langue, de la culture, des pratiques coutumières, de la culture de l'igname et du taro, des coutumes et des fêtes culturelles. Cela passe également par la restructuration et la consolidation des familles, des clans et des chefferies (autorités coutumières).
57. Le développement en général, et les activités extractives, dévoreuses d'espaces naturels, doivent impérativement respecter les terres et les vestiges du patrimoine kanak ancestral. Le consentement préalable, éclairé et en connaissance de cause, de la chefferie et des clans concernés est une règles intangible.
58. Le développement économique des terres et ressources naturelles doivent, sous forme d'une taxe de compensation de la valeur patrimoniale (renouvelable ou non renouvelable), contribuer au financement des activités et des besoins de l'identité kanak, et à la mise en place d'un fonds patrimonial  pour les générations futures.
59. Le concept de souveraineté  est un droit collectif exercé par les autorités coutumières d'une chefferie et d'un district, et sera traduit par la Zone d'influence coutumière (ZIC). La ZIC couvre tout l'espace naturel, de la montagne à la mer, se rattachant aux clans d'une chefferie donnée. Le consentement, préalable et éclairé, exercé par une chefferie en connaissance de cause, est le moyen de traduire le pouvoir de souveraineté d'une chefferie.
60. Les droits rattachés aux savoirs traditionnels et connaissances associées des plantes sont reconnus, d'une part au clan dépositaire, et d'autre part à la communauté kanak élargie.

## Charte du peuple kanak
Le texte du socle commun des valeurs kanak (SCVK) a été présenté, amendé, validé et entériné par les (375) autorités coutumières en 2014. La Charte du peuple kanak est un texte plus riche, plus complet, composé de 115 points, disponible sur le site du Sénat coutumier,,,,.
La charte est précédée d'un exercice de mémoire, d'un préambule.
La proclamation le 26 avril 2014 est suivie d'une décision, accompagnée d'un discours du porte-parole Luc Wema, et d'un discours du président Paul Wakié.
Le texte de la Charte se compose de trois chapitres, et de 115 articles, ainsi répartis :
- chapitre I : Valeurs fondamentales de la civilisation kanak, articles 1-18,
- chapitre II : Principes généraux de la civilisation kanak, articles 19-106
  - section préliminaire, 19-26 : La parole de la case ou parole des vieux aux pieds des sapins et des cocotiers,
  - 1, 27-55, de l'organisation sociale,
  - 2, 56-72, du cycle de la vie et de a personne,
  - 3, 73-94, des terres et des ressources,
  - 4, 95-99, de la culture et de l'éducation,
  - 5, 100-104, des conflits et des juridictions,
  - 6, 105-106, des relations avec les autres peuples,
- chapitre III : Exercice du droit à l'autodétermination du peuple kanak, articles 107-115.

### Mémoire
Le Peuple Kanak est le peuple autochtone de Nouvelle-Calédonie.
Les populations mélanésiennes, comme les autres peuples autochtones dans le monde, ont une vision du cosmos, un rapport à l’espace, une organisation sociale et une pratique coutumière qui tendent à une recherche permanente d’équilibre et d’harmonie. C’est cette vision dialectique, vécue à chaque fois dans des conditions singulières de par le monde, que les peuples autochtones transmettent de génération en génération et qui leur donne des capacités infinies d’adaptation et de résilience dont témoigne la société Kanak en Nouvelle Calédonie.
Les mélanésiens en tant que groupe civilisé constitué sont présents en Nouvelle-Calédonie depuis 4000 ans ce dont attestent les traces archéologiques présentes sur le Territoire, en particulier les poteries Lapita fabriquées par les ancêtres austronésiens.
Les populations mélanésiennes sont disséminées sur l’ensemble du Pacifique Sud sur un vaste ensemble appelé l’Arc mélanésien comprenant la Nouvelle-Calédonie, les États des Fidji, du Vanuatu, des Îles Salomon et de la Papouasie-Nouvelle-Guinée. Elles partagent des caractères culturels communs, en particulier s’agissant de la Province des Iles de Nouvelle Calédonie et des Iles toutes proches de la Province de Tafea au sud du Vanuatu.
Le peuplement de la Grande Terre et des Iles s’est fait naturellement au cours de ces trois derniers millénaires. La mémoire de cette histoire et les conditions particulières de l’apparition de l’Ancêtre ont été transmises, de manière continue et pour chaque clan, à travers les récits, contes et légendes. L’histoire contée par les grands groupes de populations mélanésiennes présente une nature et une identité communes.
Au cours de cette histoire et sur le territoire de Nouvelle-Calédonie, les clans Kanak se sont répartis du centre au nord et vers le sud ainsi que vers les Iles.
Tout comme dans la plupart des régions de l’Océanie, l’histoire première des clans Kanak et de leur déplacement dans l’espace a été totalement bouleversée par la colonisation et par l’arrivée de la religion au milieu du XIXe siècle. La prise de possession de la Nouvelle-Calédonie par la France proclamée à Balade le 24 septembre 1853 sera pour le Peuple Kanak une nouvelle étape de son destin.
La colonisation va ériger les nouvelles frontières de cette colonie française des antipodes dont la population sera désormais juridiquement et artificiellement séparée du reste du monde mélanésien. La colonisation a frappé la totalité des chefferies du pays Kanak. Dans pratiquement toutes les régions de la Grande Terre, la violence de la colonisation a engendré la disparition de clans et de chefferies, le déplacement de tout ou partie de populations de tribus et de régions entières. Les traumatismes de ces violences ont marqué durablement les structures coutumières et les Hommes qui les habitent. Dans les Iles Loyauté, l’histoire des clans et chefferies a été marquée plus particulièrement par l’implantation des religions à la fois catholique et protestante. Cette histoire n’a pas fondamentalement remis en cause, l’organisation sociale établie mais de nouveaux rapports de forces entre chefferies ou internes aux chefferies apparurent à la faveur de l’adhésion à l’une ou l’autre des deux églises protestante ou catholique.
La création des réserves lors de l’indigénat a été un instrument de ségrégation et de contrôle des Kanaks tout en favorisant l’accaparement des terres pour la colonisation. Au même moment, la création des missions chrétiennes a permis de contourner la répression coloniale et a favorisé la reconstruction des tribus et le rétablissement d’un ordre coutumier nouveau. Pour résister à l’entreprise coloniale de spoliation et l’anéantissement, les atouts du peuple Kanak auront été, d’une part, l’autonomie des chefferies entre elles, ce qui leur a permis d’éviter une guerre coloniale frontale et, d’autre part, la capacité de la Civilisation Kanak à s’adapter en s’appuyant sur des valeurs sociétales sûres. Ces valeurs qui fondent encore aujourd’hui l’organisation sociale Kanak, sont l’hospitalité, la générosité, le respect à tous les niveaux, la dignité, le travail, encadrées par la force des relations et de l’organisation sociale de la chefferie. Elles ont porté une dynamique interne forte, laquelle a permis de s’adapter et d’intégrer les nouveaux arrivants.
Par ailleurs, les valeurs chrétiennes et la croyance en un Dieu tout puissant ont transformé la conscience des hommes et des femmes Kanak sans remettre en cause fondamentalement leur vision spirituelle de l’être et de la nature, la référence à l’esprit de l’Ancêtre ainsi que les fondements de la Coutume. La spiritualité Kanak et la spiritualité chrétienne ont pour fondement la même croyance en un Etre - Esprit divin. Pour le Kanak, croire en Dieu se situe dans le prolongement de la croyance à l’Esprit des ancêtres. Ainsi a été accompli l’enracinement
dès l’origine de la chrétienté dans le monde Kanak.
Durant les années sombres de son histoire et jusqu’à ce jour, le Peuple Kanak n’abdiquera donc jamais, ni sa mémoire, ni son lien à la terre, ni son identité culturelle et sociale et conservera une volonté indéfectible de maintenir et restaurer sa souveraineté.
À la suite de l’adoption le 5 mai 1946 de la loi abrogeant le Régime de l’indigénat et octroyant la citoyenneté aux indigènes des TOM dont les Kanaks, le 13 avril 1949, le premier Conseil de notables et ensuite l’Union Calédonienne seront créés par l’Union des Indigènes Calédoniens Amis de la Liberté dans l’Ordre (UICALO) et l’Association des Indigènes Calédoniens et Loyaltiens (l’AICLF) respectivement d’obédience protestante et catholique.
Le 23 juin 1956 une loi-cadre ouvre la voie de l’autonomie avec la création de l’assemblée territoriale. Mais devant la poussée des Kanaks majoritaires, la France supprimera ce régime d’autonomie, ce qui donnera naissance au mouvement nationaliste Kanak en faveur de l’indépendance et marquera le début de la radicalisation des deux courants politiques loyaliste et indépendantiste.
En 1975, le Peuple Kanak va affirmer son identité en tant que peuple issu de cette terre de Mélanésie à l’occasion du Festival des Arts Mélanésien, Mélanésia 2000, et s’inscrire dans une dynamique d’émancipation politique.
La période de 1984 à 1988 connue comme celle des évènements sera marquée par la mobilisation nationaliste Kanak qui aboutira à la signature de l’Accord de Matignon par le FLNKS, le RPCR et l’État Français. En 1998, l’Accord de Nouméa, signé par les mêmes partenaires, lui succédera.
L’Accord de Nouméa souligne que : « La colonisation de la Nouvelle-Calédonie s’est inscrite dans un vaste mouvement historique où les pays d’Europe ont imposé leur domination au reste du monde… » Le préambule de l’Accord de Nouméa rappelle le caractère unilatéral de la prise de possession de la Nouvelle-Calédonie et la présence sur son sol d’un peuple autochtone souverain.
Dans la logique de ce contexte et en accord avec le Droit international l’Accord de Nouméa a proclamé que :« … La décolonisation est le moyen de refonder un lien social durable entre les communautés qui vivent aujourd'hui en Nouvelle-Calédonie, en permettant au peuple kanak d’établir avec la France des relations nouvelles correspondant aux réalités de notre temps …Le passé a été le temps de la colonisation. Le présent est le temps du partage, par le rééquilibrage. L’avenir doit être le temps de l’identité, dans un destin commun… »

### Préambule
Le préambule de la charte affirme : « Nous autorités coutumières, Grand Chefs, Chefs, présidents de conseils de districts et présidents de conseils des chefs de clans seuls représentants traditionnels et légitimes du Peuple Kanak de Nouvelle-Calédonie, agissant au nom de la population autochtone, des chefferies et des clans Kanak, résolus, à sauvegarder et promouvoir les valeurs et les principes fondamentaux de la Civilisation Kanak et à les porter haut et fort dans la construction, en Nouvelle Calédonie, d’une société enfin libérée de toute forme d’emprise coloniale ; avons en commun décidé d’adopter la présente Charte afin de doter le Peuple Kanak d’un cadre juridique supérieur embrassant une réalité historique, de fait, et garantissant son unité et l’expression de sa souveraineté inhérente. Ainsi, nous engageons nous solennellement à ce jour, à unir nos efforts et notre énergie collective pour mettre en œuvre et promouvoir à tous les niveaux ce qui constitue désormais le Socle Commun des Valeurs et les Principes Fondamentaux de la Civilisation Kanak ; ?à œuvrer pour, l’affirmation d’un pluralisme juridique coopératif et équilibré permettant aux Valeurs et Principes de la présente Charte fondée sur l’humanisme Kanak/océanien de se décliner dans les différents secteurs et domaines de la société, ainsi que dans l’ensemble des institutions du Territoire ou de l’Etat ; cette démarche étant une contribution préalable et incontournable à la construction d’un destin commun, déclarons ce qui suit, pour le présent et pour l’avenir… »

### Quelques extraits importants de la Charte du Peuple Kanak (diffusion 2014)
Chapitre 2, article 3 (page 20) : "Les chefferies et les clans exercent au nom de leur antériorité ancestrale et de leur présence continue- malgré le fait colonial - leur souveraineté sur leur territoire traditionnel ou coutumier quel que soit son statut."
Chapitre 2, article 8 (page 21) : "8. Le consentement préalable, libre, éclairé et en connaissance de cause de la chefferie et des clans concernés est requis quel que soit le statut juridique de l’espace considéré"
Chapitre 2, articles 10-11-12 (page 21) : "10. La perte du patrimoine naturel et les solutions alternatives de compensation et de protection des milieux devront être envisagées par le porteur de projet et conditionneront le consentement préalable.
11. Le consentement préalable, libre, éclairé et en connaissance de cause sera conditionné par la mise en place de mesures compensatoires sur le plan environnemental, sur le plan patrimonial et socioculturel.
12. Ces exigences s’imposent quel que soit l’état de la législation provinciale, territoriale ou nationale en vigueur."
Ces affirmations très largement partagées par bon nombre d'autochtones kanaks de Nouvelle Calédonie, sont le révélateur d'une vision menant inévitablement à de nombreux conflits fonciers où l'on fait fi des lois en vigueur et où les dérapages vers la violence sont fréquents (brûler les engins, coups de fusil, occupations illégales).
L’absence de traces tangibles de l’identité des occupants antérieurs (au sens de familles ou clans nommément définis) rend impossible une attribution objective des terres revendiquées, celle-ci se fait alors sur la base d’un consensus de l’instant entre les clans et tribus présents alentour.

### Décision finale
La décision finale suit directement la liste des 115 articles :

« En foi de quoi,
Considérant que le Sénat Coutumier de Nouvelle-Calédonie est l’assemblée délibérante du Pays Kanak chargée, dans les conditions actuelles, de porter la légitimité autochtone au sommet des institutions étatiques républicaines ;
Considérant que le Sénat Coutumier a compétence sur le droit coutumier ;
Considérant que le Sénat Coutumier, institution de la République, n’en a pas moins été hérité du combat pour l’émancipation du Peuple Kanak et habité dans son œuvre par les Valeurs et Principes qui fondent l’Identité Kanak ;
Convaincus que le Peuple Kanak doit mettre en place par lui-même des institutions propres à le gouverner et à unifier son Droit ;
Conscient du fait que la souveraineté du Peuple Kanak doit s’exprimer à travers une instance qui soit l’émanation de l’ensemble des chefferies de la Grande Terre et des Iles et trouve sa légitimité dans la Coutume et la Parole ;
Nous autorités coutumières, Grand Chefs, Chefs, présidents de conseils de districts et présidents de conseils des chefs de clans, seuls représentants traditionnels et légitimes du Peuple Kanak de Nouvelle-Calédonie, nous constituons, aux termes des présentes, en ASSEMBLÉE DU PEUPLE KANAK.
L’ASSEMBLÉE DU PEUPLE KANAK regroupe l’ensemble des chefferies et les districts des huit Pays coutumiers ainsi que les représentants désignés par eux.
L’ASSEMBLÉE DU PEUPLE KANAK est chargée d’exercer les attributs de la souveraineté autochtone Kanak jusqu’à ce qu’un nouveau Contrat Social soit
fondé avec les autres composantes de la Nouvelle-Calédonie.
Toute institution de l’État ou du Territoire destinée à la gestion des composantes de l’Identité Kanak et de la Coutume devra nécessairement émaner des chefferies et donc de L’ASSEMBLÉE DU PEUPLE KANAK ;
Tel est le cas aujourd’hui du Sénat Coutumier et des huit Conseils Coutumiers ;
À cet égard, L’ASSEMBLÉE DU PEUPLE KANAK décide dès à présent de confier au Sénat Coutumier une mission conventionnelle afin de pouvoir dans les plus brefs délais, d’une part, organiser et renforcer la souveraineté du Peuple Kanak et, d’autre part, redéfinir un cadre mutuellement accepté des relations du Peuple Kanak à l’État français et au Territoire de Nouvelle-Calédonie quel qu’en soit le devenir.
Après avoir lu, signé et adopté la présente Charte sur le Socle Commun des Valeurs et Principes Fondamentaux de la Civilisation Kanak,
Nous soussignées, chefferies et autorités coutumières, constituant L’ASSEMBLÉE DU PEUPLE KANAK,
la proclamons pour faire et valoir ce que de droit,
invitons instamment nos populations à la respecter et à la promouvoir,
invitons toutes les autorités de l’État et du Territoire à la mettre en œuvre et lançons un appel à la Communauté internationale et notamment aux Pays et Peuples du Pacifique afin qu’ils appuient cette démarche, 
la diffusons pour faire œuvre de contribution au destin commun, de transparence, de dialogue et d’humanité.
Les CHEFFERIES : Pays HOOT MA WHAAP, Pays PAICI-CAMUKI, Pays AJIE-ARO, Pays XARACUU, Pays DRUBEA KAPUME, Pays NENGONE, Pays DREHU, Pays ÏAAÏ. »

### Valeurs fondamentales de la civilisation kanak
1. La vie est sacrée. Le sang, source de la vie qui coule dans les veines d’un individu, provient de l’oncle maternel à qui il confère la responsabilité de le suivre et de veiller sur son parcours de la naissance à la mort.
2. Le nom donné en langue Kanak, lie la personne à son clan et à la terre. Il traduit l’histoire de son clan dans le cycle inter générationnel, dans l’espace et le temps.
3. La parole issue de l’Esprit de l’ancêtre et de la Coutume est sacrée. Elle sanctifie et nourrit les étapes de la vie d’une personne ainsi que les relations socioculturelles entre les composantes de la société Kanak et entre celles-ci et la nature. La parole délivrée lors d’un geste coutumier lui donne un sens et un contenu.
4. Le lien à la terre traduit la relation charnelle et spirituelle d’un clan avec l’espace naturel où se situe son tertre d’origine où apparut l’ancêtre et avec les espaces des tertres successifs qui jalonnent son histoire. Plus largement, le lien à la terre traduit la relation affective liant la famille/ le clan et la terre qui l’a vu naître et grandir.
5. Le discours coutumier est l’expression de la parole coutumière sanctifiée par les parties à une cérémonie à l’occasion d’un événement défini.
6. Le discours généalogique traduit l’histoire des clans dans le temps et dans l’espace. Il est récité dans des conditions spécifiques par les dépositaires de cette parole par définition immuable.
7. Le chemin coutumier ou chemin de la paille est le moyen et l’outil de communication utilisé par les clans et les chefferies pour porter un message vers d’autres clans et chefferies. Pour les chefferies, il est matérialisé par des personnes sur un itinéraire donné prédéfini par les alliances et par les maisons limitrophes installées pour servir de porte d’entrée.
8. Les valeurs de cohésion, d’harmonie et de consensus impliquent en permanence la recherche de l’équilibre entre l’Homme composante de son collectif (famille-clan), son groupe social, entre la société et la nature environnante.
9. Les valeurs de respect, d’humilité et de fierté permettent à chacun, à chaque famille, à chaque clan de se situer à l’intérieur de son groupe, dans ses deux systèmes relationnels paternels et maternels, dans sa chefferie et dans le discours inter générationnel et généalogique.
10. L’appartenance et la relation sont des données fondamentales de la personne Kanak qui est toujours référencée à son groupe social. Chaque personne est toujours au centre de deux systèmes relationnels, paternel et maternel.
11. La relation coutumière implique nécessairement l’échange coutumier qui se manifeste à chaque événement coutumier. La structuration des relations est établie par les alliances. Un geste coutumier établi dans un sens implique nécessairement un geste coutumier réciproque le moment venu dans le sens inverse. C’est la règle de la réciprocité propre aux relations coutumières.
12. La dignité traduit le respect de la personne humaine en relation avec sa condition d’homme, de femme, d’enfant et de vieux, membre de son clan, membre de la société en rapport avec la morale coutumière ;
13. L’igname et le taro sont les symboles de la coutume Kanak. Leur présence dans les cérémonies coutumières marque l’ancrage des clans dans leurs terroirs. Il en est de même du SAPIN et du COCOTIER qui bordent les tertres claniques et les espaces coutumiers.
14. Le « ädi », « môô » « bié », « mieû » ou « hâgi » (monnaie Kanak) dans sa composition représente l’Homme. Il porte et cristallise la Parole délivrée à chaque type de cérémonie. Il est une valeur déterminante dans toutes les coutumes faites sur la Grande Terre.
15. La solidarité et le partage ainsi que l’accueil et l’hospitalité marquent les rapports socioculturels et donnent une vision généreuse, ouverte et souriante à la famille/clan et à la chefferie.
16. Le travail, au sens d’activités productrices traditionnelles, vise la satisfaction des besoins de la famille, du clan et permet d’assumer ses responsabilités et ses DEVOIRS dans l’organisation sociale. Les ressources provenant du travail sont les éléments constitutifs de la solidarité sous toutes ses formes.
17. Le pardon coutumier est un processus dont le but est de parvenir à la RÉCONCILIATION qui implique les parties en cause dans un conflit. Le point de départ en est la volonté exprimée par les parties de retisser les liens rompus par l’acte à l’origine du litige. La Coutume de Pardon est un acte réciproque entériné par les deux groupes ou parties au conflit.
18. La recherche du consensus, la pratique du contre-pouvoir, du pardon et la recherche de la vérité avec l’expression de la sincérité et de la bonne foi irriguent le fonctionnement des autorités coutumières.

L’ensemble de ces valeurs humanistes doit être respecté et développé, à titre individuel et collectif, dans la vie en société. Au-delà de la sphère Kanak, ces valeurs ont une portée universelle et renvoient aux notions de Paix, de Fraternité, de Solidarité, de Justice, de Respect, d’Humilité, de Responsabilité et d’Honneur.

### Ajouts significatifs
Les articles 19 à 55 sont une reformulation des articles du Socle. Quelques modifications sont à remarquer :
Article 56 : « La société Kanak est une société patriarcale. Son système social fonctionne à partir d’une transmission des droits, des pouvoirs et des responsabilités, basée sur l’homme (même si l'aînée d'un clan peut être une femme, si nécessaire, puisque les femmes sont appelées à servir dans d’autres clans) » (art. 57).
Article 58  : « Les droits individuels s’expriment dans les droits collectifs du groupe (famille/clan). C’est parce que la personne est reconnue dans sa famille et dans son clan qu’elle peut s’épanouir dans la société. »
Article 60 : « La femme est l’être sacré qui donne la vie. Une fille ou une femme a pour symbole végétal et naturel, le taro d’eau, le cocotier et l’eau. Elle est source de vie et de fertilité. Elle est la source de nouvelles alliances et le lien entre les clans et entre les générations. Elle est la valeur absolue pour la paix et la prospérité. »
Article 61 : « L’homme a autorité sur la terre. Un garçon ou un homme a pour symbole la sagaie, le casse-tête, le sapin, l’igname…Il assure la descendance et la perpétuation du nom qu’il porte ainsi que la fonction sociale inhérente. Il est et assume la réputation et l’honneur du clan. »
Article 72 : « Les grands parents sont les détenteurs de l’histoire familiale et clanique et du patrimoine immatériel du clan. Les enfants et les petits enfants prennent soin des grands parents en reconnaissance de leur travail antérieur, de leur bienfait et du respect des ancêtres. »
Les sections traitant des droits fonciers (73-79), de la souveraineté sur la nature et les ressources (80-91), des savoirs traditionnels (92-94), et de la culture et de l'éducation (95-99) sont refondus. 
Les sections 5 Des conflits et des juridictions (100-104), et 6 Des relations avec les autres peuples (105-106) et le chapitre III Exercice du droit du peuple kanak à l'autodétermination (107-115) peuvent être considérés comme approfondissement du socle.

### Conséquences
La Charte a été prise en compte (ou non) par les différents partenaires de l'accord de Nouméa, et repris par les tribunaux coutumiers « en focalisant les jugements sur la conformité aux seules valeurs et comportements affirmés par la "Charte" ». 
Des critiques ont été formulées par plusieurs chercheurs ou spécialistes en sciences sociales ou juridiques, comme les anthropologues Alban Bensa et Éric Wittersheim ou l'anthropologue politique Christine Demmer. Tous soulignent le caractère « conservateur » et exclusif entrant en conflit avec une partie de la population mélanésienne défendant une autre définition de leurs valeurs et de leur identité en tant que Kanak. Ainsi, s'ils reconnaissent que le SCVK « interpelle les politiques, jusqu’ici accaparés par les problèmes économiques », Alban Bensa et Éric Wittersheim estiment que « le renversement de perspective proposé, plaidoyer pour un monde kanak idéalisé qui devrait infuser les institutions (scolaires, économiques, judiciaires, etc.), occupe une place importante dans le discours médiatique, à contre-courant des évolutions contemporaines de la Nouvelle-Calédonie ». Ce qui rend saillant le « malaise profond » de « nombre de jeunes Kanaks [qui] ne se reconnaissent plus dans certaines valeurs coutumières » car celles-ci, « élaborées au sein d’un univers rural devenu de moins en moins prégnant, [...] affirment l’autorité des aînés, des vieux, des hommes, au détriment de l’expression des jeunes et des femmes, et ne peuvent par conséquent répondre aux désirs d’émancipation personnelle ». 
De même, Christine Demmer y voit une vision de l'identité kanak qui « se démarque des principes égalitaristes du début du mouvement nationaliste » car les autorités coutumières « y valorisent plutôt la séniorité (au sens statutaire et générationnel) comme ils défendent la masculinité (les principes de filiation patrilinéaire, la virilocalité, et certaines formes du mariage coutumier) ». D'après elle, par l'application qu'ils en font, les tribunaux coutumiers « excluent mécaniquement de leur identification ceux qui ne relèvent pas du statut et du droit coutumier » comme « ceux qui ne se reconnaissent pas dans la définition identitaire qui s'élabore : ceux qui se disent métis (9 % lors du dernier recensement) et/ou qui ont tout simplement une autre idée de l'identité kanak », et de ce fait ils « retravaillent également les appartenances personnelles à l'entité "kanak", rendant l'adhésion identitaire plus difficile chez tous ceux qui s'écartent des référents adoptés en ces lieux ». Elle conclut finalement que : 

« Dans une phase politique où le nationalisme populaire est moins important que dans les années 1980, et face à des changements sociaux accélérés depuis les accords de Matignon (notamment avec l'essor de l'exploitation du nickel), le chercheur en sciences sociales peut douter de la possibilité de susciter une réelle adhésion populaire aux élaborations identitaires - plutôt conservatrices - en cours. Lors des trois manifestations des États généraux, il semble que le public ait été plutôt rare, exprimant parfois même son scepticisme sur le chantier en cours, manifestant notamment des inquiétudes sur la fixation des principes oraux par écrit ou sur la rapidité du processus devant gommer les différences existantes d'une aire à l'autre. Certaines femmes exprimèrent aussi leur souci des droits qui leur seront accordés dans ce dispositif. »

Divers projets ou avant-projets ont été proposés par le Sénat coutumier au gouvernement, dont une concerne la succession coutumière (environ 200 réclamations par an), et qui exige un toilettage de l'acte coutumier (loi de 2007).